# Leichtathletik-Weltmeisterschaften 2001/10.000 m der Männer

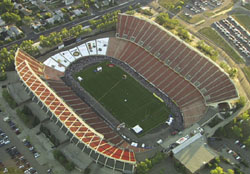
Das Commonwealth Stadium von Edmonton im Jahr 2005

Der 10.000-Meter-Lauf der Männer bei den Leichtathletik-Weltmeisterschaften 2001 wurde am 8. August 2001 im Commonwealth Stadium der kanadischen Stadt Edmonton ausgetragen.
Auf diesem längsten Bahnwettbewerb kam es wie zwei Tage später über 5000 Meter zum Duell zwischen den Läufern aus Kenia und Äthiopien. Gold ging hier an einen Kenianer, Silber und Bronze errangen die Äthiopier. Weltmeister wurde Charles Waweru Kamathi. Den zweiten Platz belegte Assefa Mezgebu, der bei den Weltmeisterschaften 1999 und den Olympischen Spielen 2000 jeweils Bronze errungen hatte. Hier ging Bronze an den Olympiasieger von 1996 und 2000 Haile Gebrselassie, der diesen Wettbewerb bei Weltmeisterschaften von 1993 bis 1999 viermal hintereinander für sich entschieden und 1993 darüber hinaus Silber über 5000 Meter gewonnen hatte.

## Bestehende Rekorde
| Weltrekord | 26:22,75 min | Haile Gebrselassie | Hengelo, Niederlande          | 1. Juni 1998   |
| WM-Rekord  | 27:12,95 min | Haile Gebrselassie | WM 1995 in Göteborg, Schweden | 8. August 1995 |

Der bestehende WM-Rekord wurde bei diesen Weltmeisterschaften nicht eingestellt und nicht verbessert.

## Durchführung
Wie schon bei den Weltmeisterschaften 1999 entschlossen sich die Organisatoren, auch in diesem Jahr auf Vorläufe zu verzichten, alle Läufer traten gemeinsam zum Finalrennen an.

## Finale
8. August 2001, 21:30 Uhr
| Platz | Name                   | Nation      | Zeit (min) |
| ----- | ---------------------- | ----------- | ---------- |
| 1     | Charles Waweru Kamathi | Kenia       | 27:53,25   |
| 2     | Assefa Mezgebu         | Äthiopien   | 27:53,97   |
| 3     | Haile Gebrselassie     | Äthiopien   | 27:54,41   |
| 4     | Yibeltal Admassu       | Äthiopien   | 27:55,24   |
| 5     | Fabián Roncero         | Spanien     | 27:56,07   |
| 6     | José Ríos              | Spanien     | 27:56,58   |
| 7     | Paul Malakwen Kosgei   | Kenia       | 27:57,56   |
| 8     | John Cheruiyot Korir   | Kenia       | 27:58,06   |
| 9     | Habte Jifar            | Äthiopien   | 28:02,71   |
| 10    | Kamiel Maase           | Niederlande | 28:05,41   |
| 11    | Jaouad Gharib          | Marokko     | 28:05,45   |
| 12    | José Manuel Martínez   | Spanien     | 28:06,33   |
| 13    | Jeff Schiebler         | Kanada      | 28:07,06   |
| 14    | Marco Mazza            | Italien     | 28:08,00   |
| 15    | Toshinari Takaoka      | Japan       | 28:13,99   |
| 16    | Abderrahim Goumri      | Marokko     | 28:14,06   |
| 17    | Teodoro Vega           | Mexiko      | 28:14,77   |
| 18    | Alan Culpepper         | USA         | 28:18,44   |
| 19    | Abdi Abdirahman        | USA         | 28:34,38   |
| 20    | João N’Tyamba          | Angola      | 28:38,31   |
| 21    | Saïd Bérioui           | Marokko     | 28:38,80   |
| 22    | Naoki Mishiro          | Japan       | 28:42,68   |
| 23    | Meb Keflezighi         | USA         | 28:44,48   |
| 24    | Kamel Kohil            | Algerien    | 28:52,47   |
| 25    | John Henwood           | Neuseeland  | 29:01,62   |
| DNF   | José Ramos             | Portugal    |            |
| DNF   | Aloÿs Nizigama         | Burundi     |            |
| DNF   | Mohammed Mourhit       | Belgien     |            |

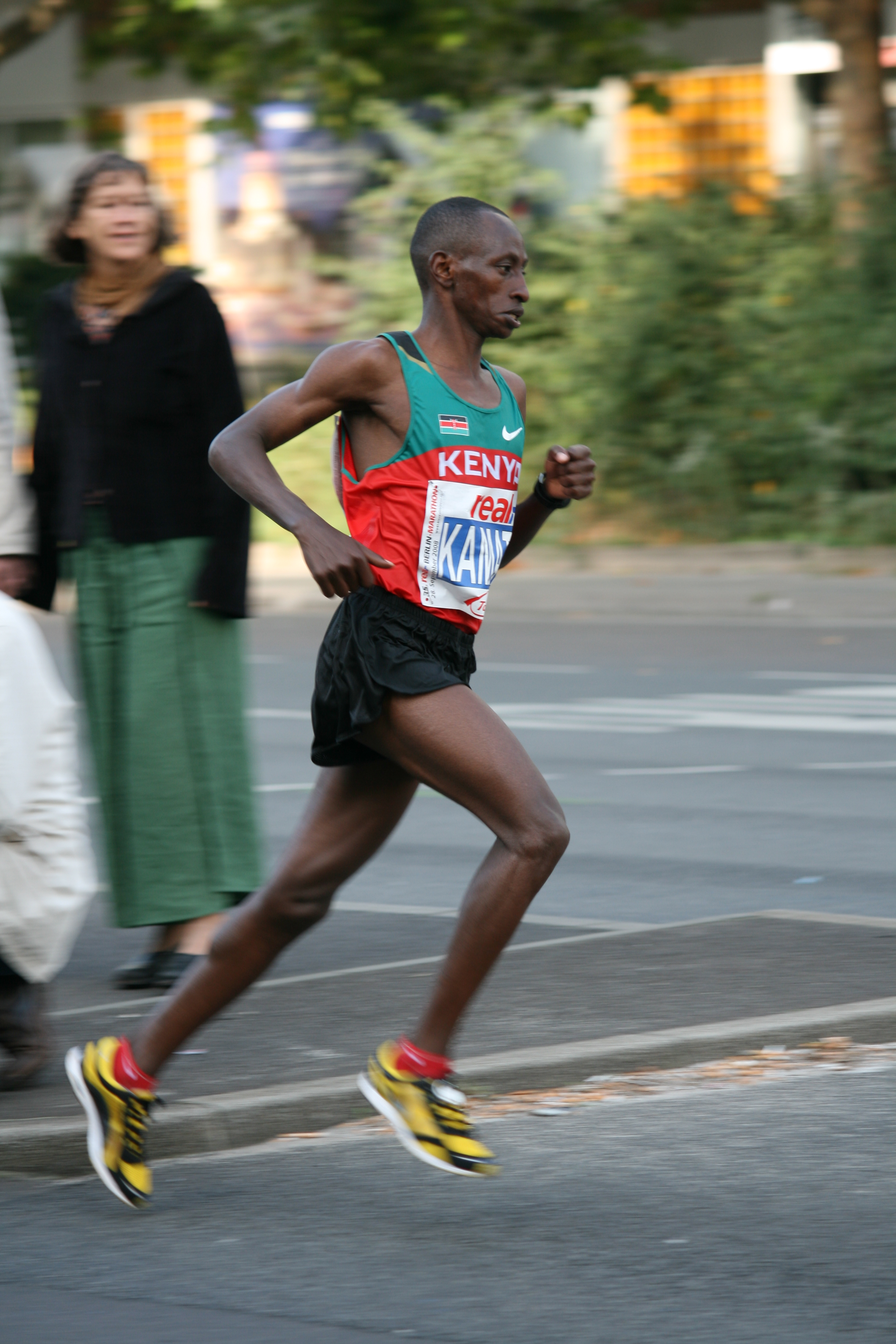
Weltmeister Charles Waweru Kamathi (hier beim Berlin-Marathon 2008)

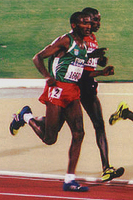
Vizeweltmeister Assefa Mezgebu (grünes Trikot) gewann zuvor zweimal Bronze (WM 1999/OS 2000)

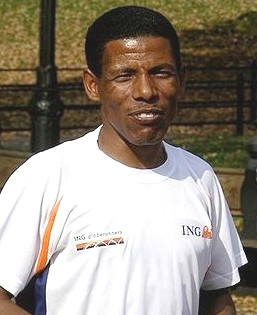
Haile Gebrselassie, vierfacher Weltmeister (1993 bis 1999) und zweifacher Olympiasieger (1996 und 2000), gewann diesmal Bronze
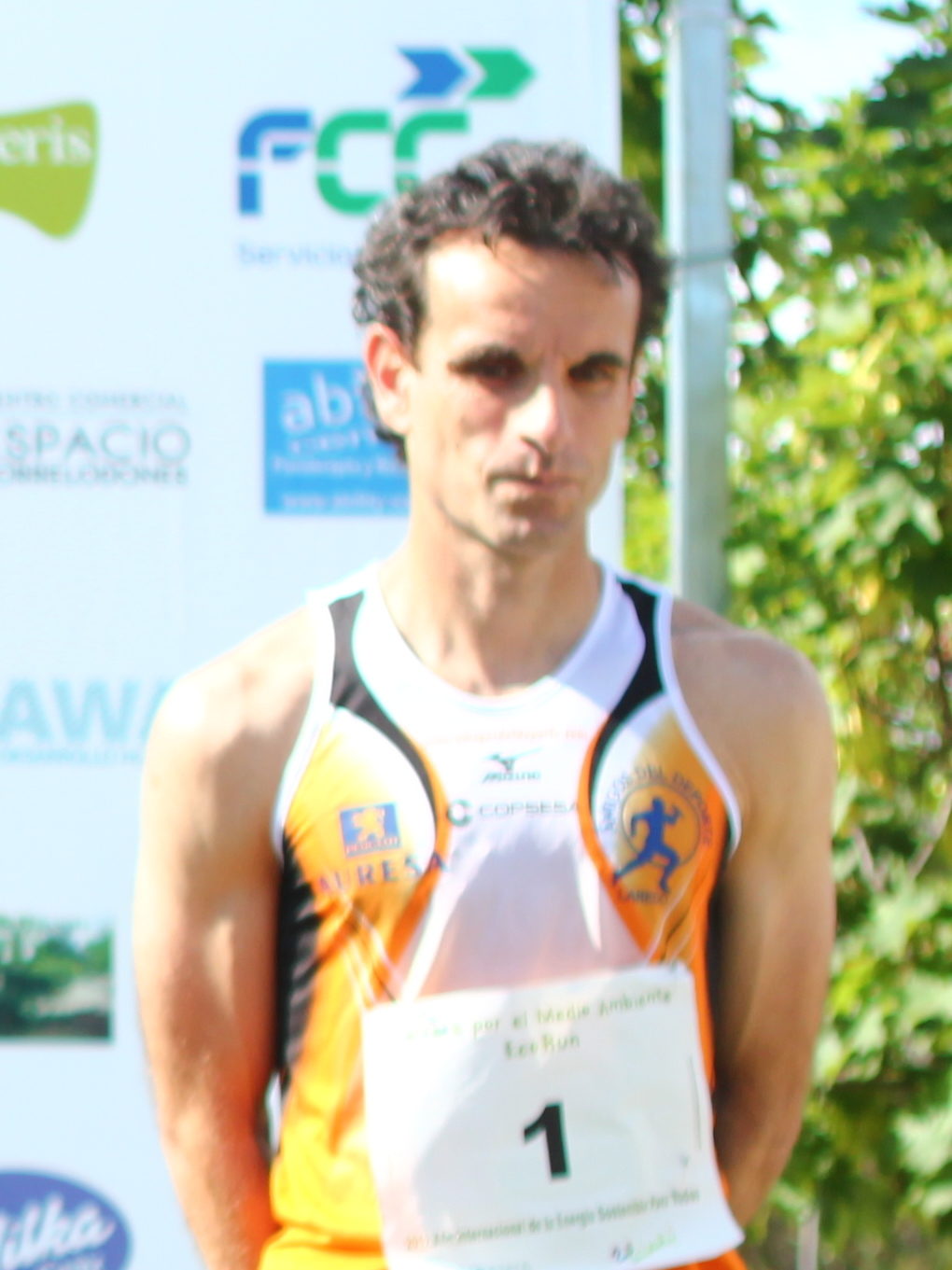
Fabián Roncero belegte als bester Nicht-Afrikaner und bester Europäer Rang fünf
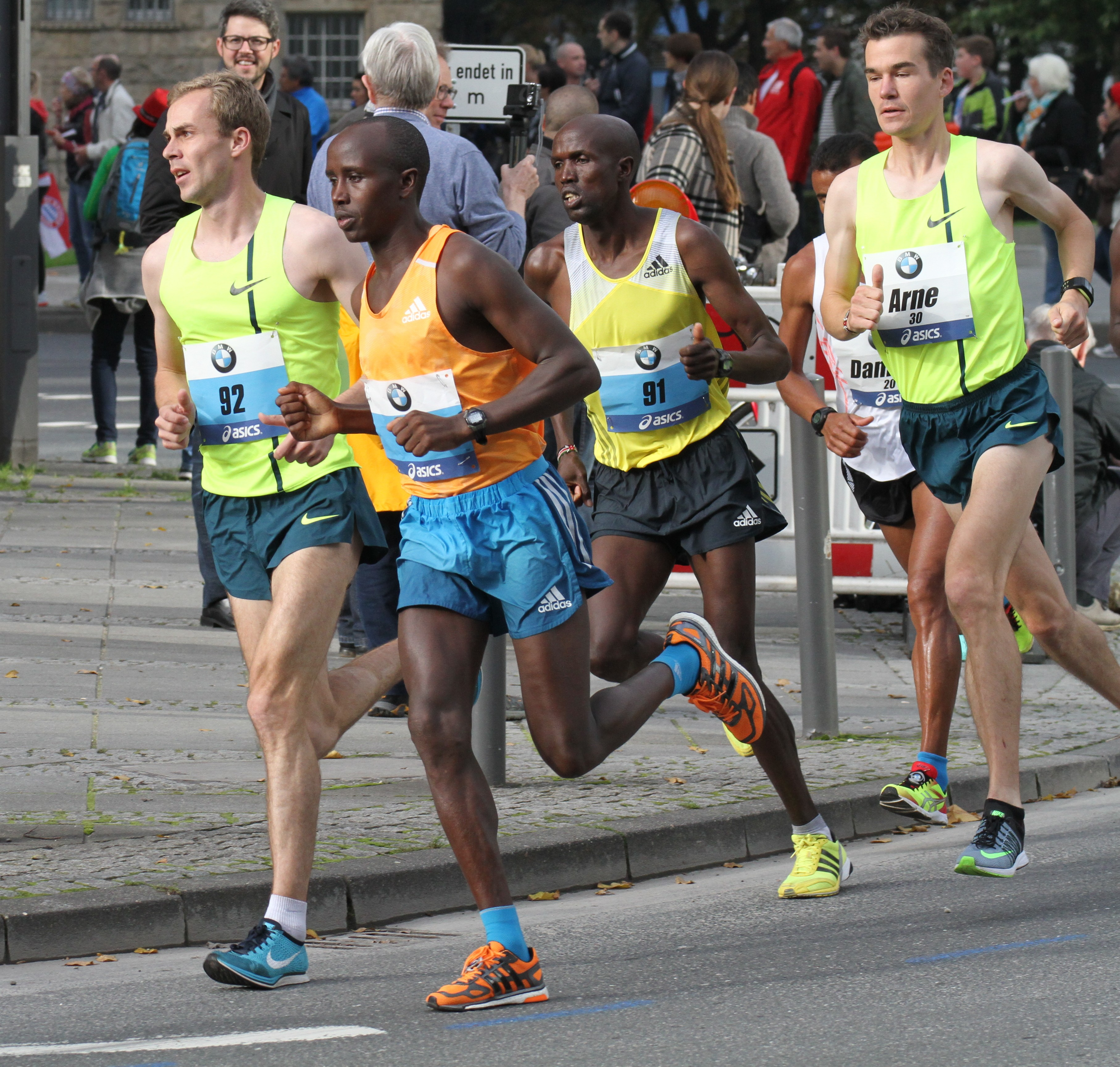
Paul Malakwen Kosgei (Nr. 91, beim Frankfurt Marathon 2014) erreichte Platz sieben
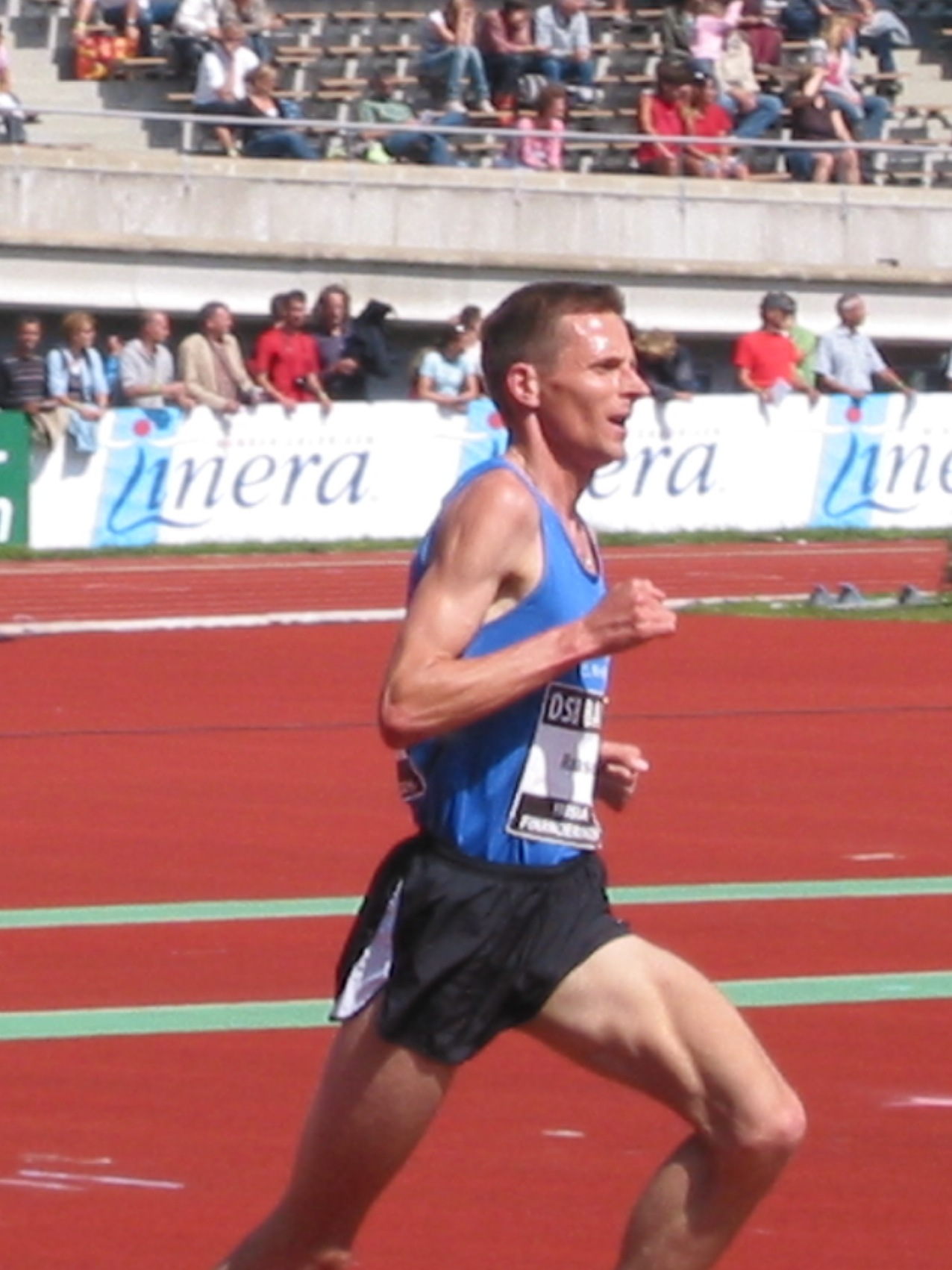
Kamiel Maase kam auf den zehnten Platz
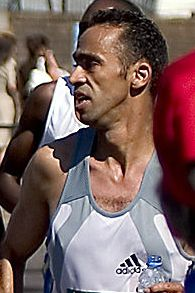
Der elftplatzierte Jaouad Gharib
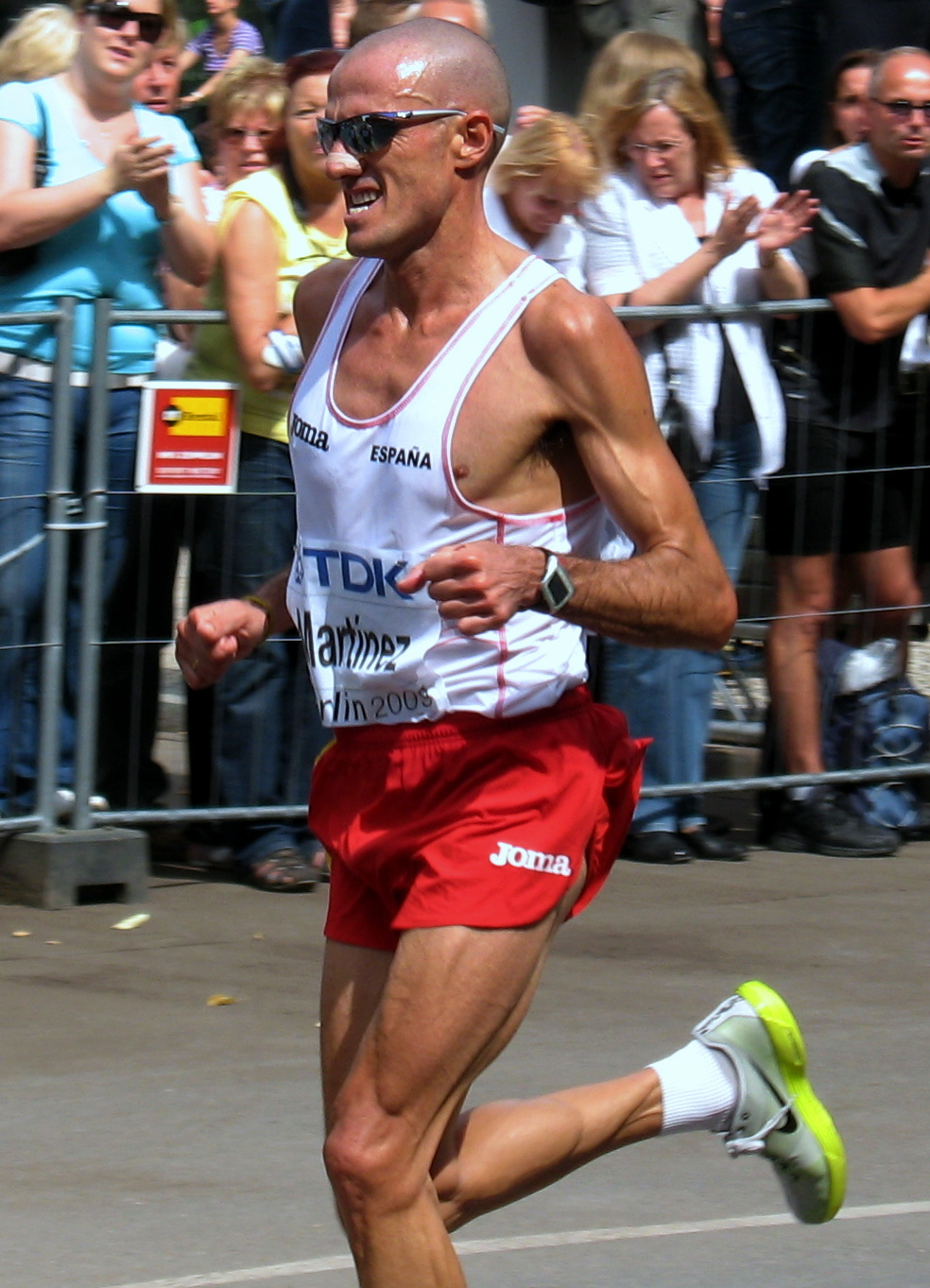
José Manuel Martínez wurde Zwölfter
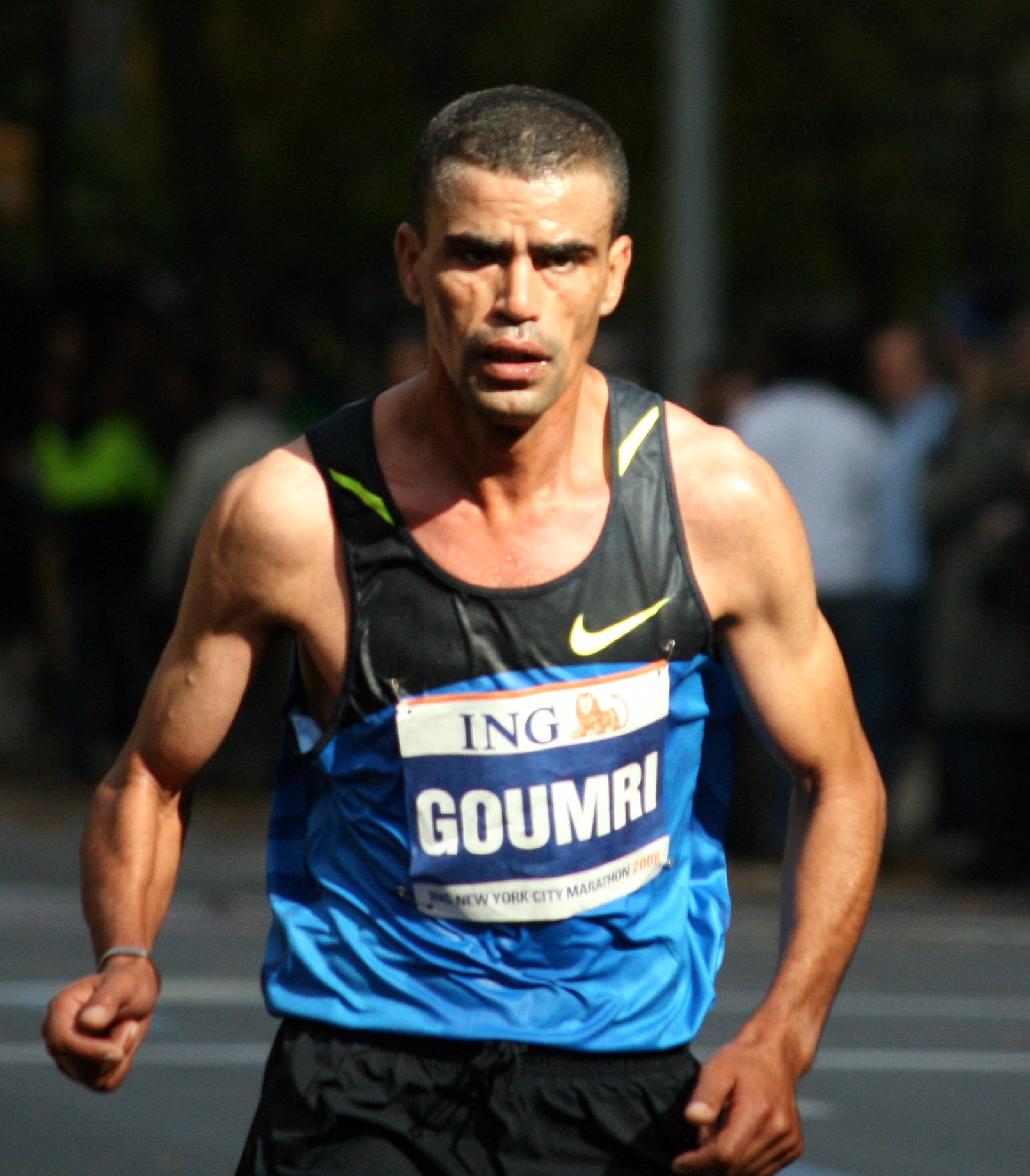
Rang sechzehn für Abderrahim Goumri
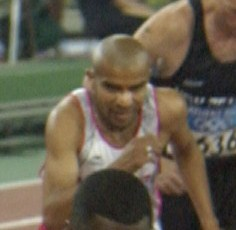
Teodoro Vega – Rang siebzehn
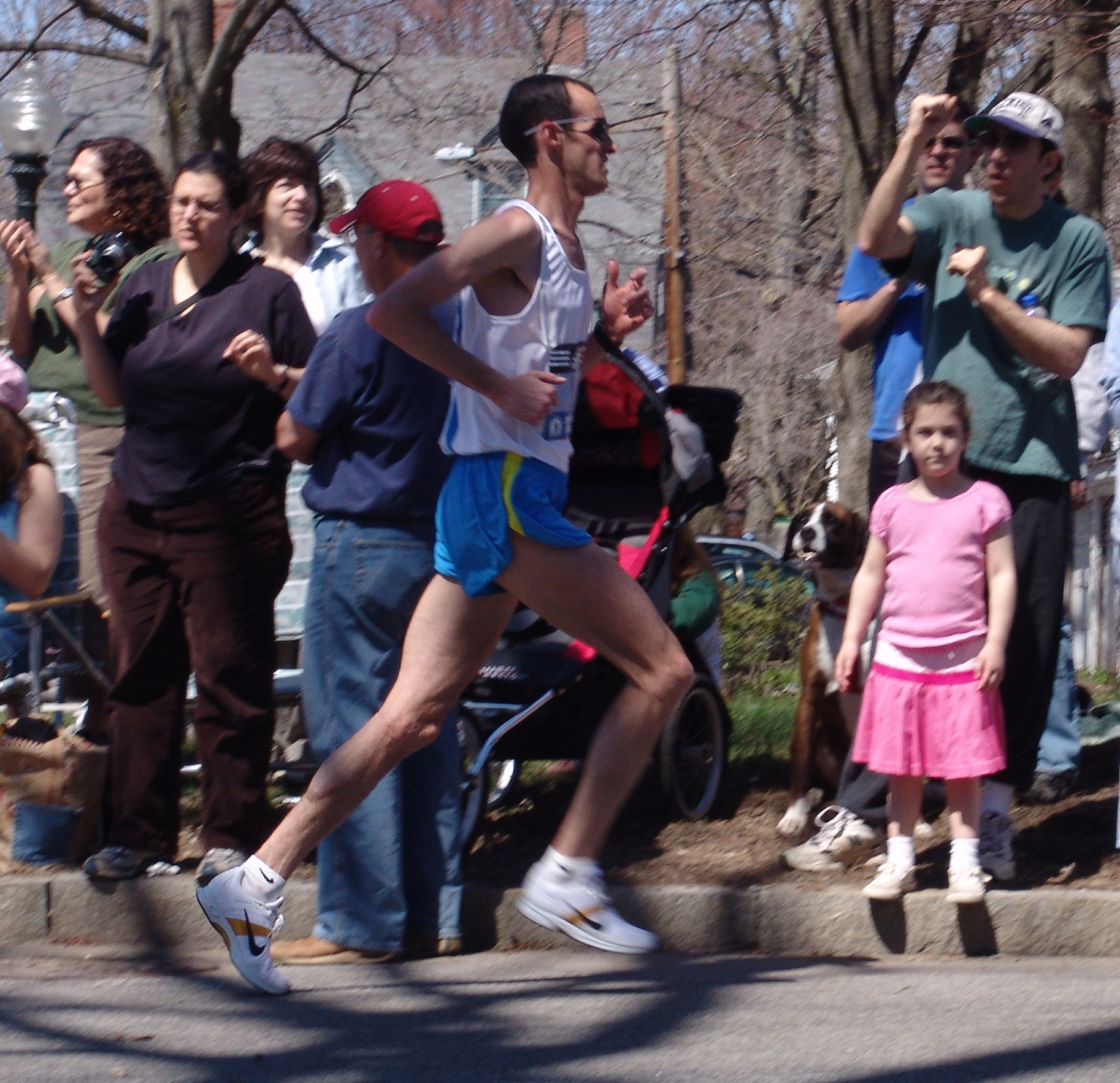
Alan Culpepper – Rang achtzehn
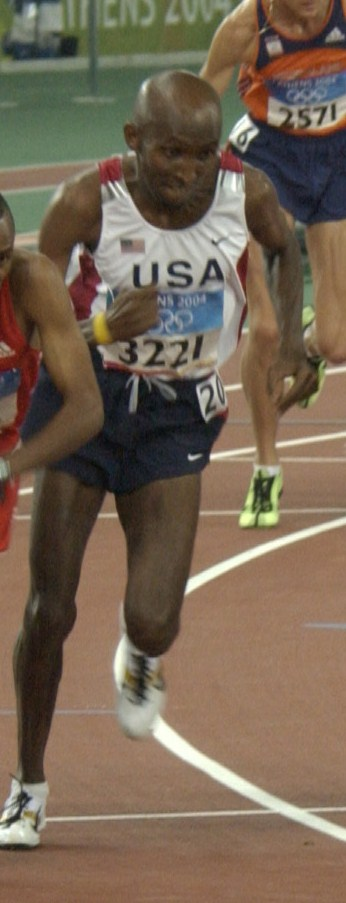
Abdi Abdirahman – Rang neunzehn
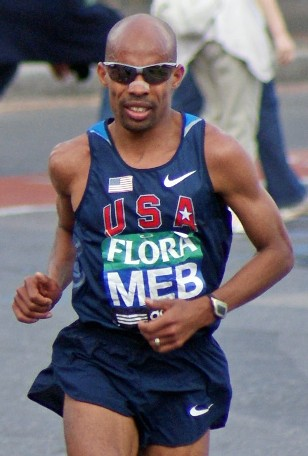
Meb Keflezighi – Rang 23

## Video
- 10000 MT FINAL CPTO DEL MUNDO EDMONTON 2001, Video veröffentlicht am 8. Juni 2013 auf youtube.com, abgerufen am 8. August 2020